# Beta del Forn
Beta del Forn (β Fornacis) és un estel de magnitud aparent +4,46 a la constel·lació del Forn. És, després de Fornacis (α Fornacis), el segon estel més brillant en la seva constel·lació. S'hi troba a 169 anys llum del sistema solar.
Beta del Forn és una gegant groc-ataronjada de tipus espectral G8.5IIIb, també catalogada com a K0III. Té una temperatura efectiva de 4.790 K i la seva lluminositat és 55 vegades superior a la del Sol. Són moltes les gegants visibles en el cel nocturn semblants a Beta Fornacis; ε Andromedae, ρ Cygni o η² Hydri són només alguns exemples. El diàmetre de Beta Fornacis és 11 vegades més gran que el diàmetre solar i la seva massa és un 65% major que la del Sol.
Beta del Forn mostra una metal·licitat —abundància relativa d'elements més pesats que l'heli— igual a la meitat de la que té el Sol ([Fe/H] = -0,31). Ferro, vanadi i bari són els elements més deficitaris, i és el sodi i el silici aquells amb nivells més propers als solars.
Beta del Forn forma un estel doble amb CD-32 1025B, de magnitud 14. Visualment ambdós estels estan separats poc més de 4 segons d'arc.